# 邓天羽
邓天羽，福建沙县人，是一名清朝政治人物。举人出身。
邓天羽曾于1689年接替闻在上任嘉定县知县一职，1690年由周仁接任。